# Aeroportul Belfast George Best
Aeroportul George Best Belfast City (IATA: BHD, ICAO: EGAC) este un aeroport din Port of Belfast⁠(d), Regatul Unit ce deservește zona Belfast. Aeroportul a fost tranzitat în 2022 de 1.655.156 de pasageri. A fost deschis în 1937 și numit după George Best.
Situat la o altitudine de 5 m, aeroportul dispune de 1 pistă. Este operat de Ferrovial⁠(d).

## Infrastructură

### Piste
Aeroportul dispune de o singură pistă. Pista 04/22 are suprafața de asfalt și dimensiunile 1.829 m × 45 m. 